# Der gastliche Kalbskopf
Der gastliche Kalbskopf ist ein Märchen. Es steht in Ludwig Bechsteins Neues deutsches Märchenbuch an Stelle 15 und stammt aus Johann Jacob Mussäus’ Meklenburgische Volksmährchen (Nr. 13: Hans und der Kalbskopf) im Jahrbuch des Vereins für meklenburgische Geschichte und Alterthumskunde von 1840.

## Inhalt
Drei Brüder ziehen in die Welt. Der Jüngste wird von den anderen zurückgelassen und findet nach einem Schläfchen im Wald ein Haus, wo Speisen gedeckt sind und ein Bett bereit. Dafür muss er einem Kalbskopf, der in einer Wiege liegt, von daheim erzählen. Als er Heimweh bekommt, erhält er Pferd, Jagdkleider, Geld und ein Zauberpfeifchen, damit er den Weg findet. Daheim sind die Brüder neidisch, sie kehrten nach Aufbrauch von Geld und Wegzehrung heim und müssen beim Vater nun hart arbeiten. Nachts überfallen sie den Jüngsten, doch er wehrt sie ab und geht wieder zum Kalbskopf. Der lässt ihn seinen schlangenartigen Leib abhacken und wird eine Prinzessin, die mit ihren Dienern verzaubert war.

## Herkunft
Bechstein nennt die „Meklburg. Jahrb.“, wo es aber „keinen rechten Schluß“ habe. Der zurückgelassene Hans, ganz Phlegmatiker, setzt sich auf einen Stein und macht Brotzeit. Wörtliche Reden charakterisieren sein einfältiges Wesen: „Wo ich alleweil bin, ist außer mir niemand … und ich tue mir nichts. Gehe ich aber weiter ...“. Indem er schließlich doch „nicht so dumm“ ist, wie seine Brüder meinen, passt er zum Kalbskopf, der „ungleich mehr seelenkundlichen Scharfblick“ hat, „als die überklugen Menschen insgemein Kalbsköpfen zutrauen“. Bechstein schmückte so den Text etwas aus, die Handlung entspricht der Vorlage. Erlösung durch Enthaupten ist ein altes Motiv. Vgl. Grimms Der goldene Vogel, Der Löwe und der Frosch, zum Dummling z. B. Die Bienenkönigin, Die drei Federn, Bechsteins Die verzauberte Prinzessin, Hirsedieb, Schneider Hänschen und die wissenden Tiere.